# Istres
Istres is een gemeente in het Franse departement Bouches-du-Rhône in de regio Provence-Alpes-Côte d'Azur. De gemeente telde 44.044 inwoners op 1 januari 2022. De plaats maakt deel uit van het arrondissement Istres en is een van gemeenten van de nieuwe stad Ouest Provence.
Er is een belangrijke luchtmachtbasis, genaamd Istres - Le Tubé of ook BA125, met ICAO code LFMI.

## Geschiedenis
Tussen de 6e en de 1e eeuw v.Chr. was er bewoning in het Oppidum van Castellan, een versterkte plaats op een heuvel boven het meer Étang de l'Olivier. In de Romeinse tijd ontstond er een nederzetting aan de voet van die heuvel. Op de vlakte waren er landbouwnederzettingen en er werden amforen geproduceerd. Deze nederzetting werd aan het begin van de 3e eeuw verlaten.
Istres werd voor het eerst genoemd in 966. Er was toen al een feodaal kasteel op een iets zuidelijker gelegen heuvel. De kerk Notre-Dame de Beauvoir werd gebouwd op de fundamenten van het oude kasteel en de kasteelkapel. Vanaf de 12e eeuw hing de plaats af van de machtige familie Les Baux. In 1376 werden de goederen van François van Les Baux geconfisqueerd door de Franse koning en Istres viel toe aan het graafschap Provence. Rond die tijd werd de stadsmuur voltooid. In 1476 werd de heerlijkheid Istres verkocht aan Bertrand Foissard, een handelaar uit Aix. Het bleef in zijn familie tot 1609. In de 16e en 17e eeuw kende de stad een economische bloeitijd; de stad leeft van zoutwinning, landbouw en schapenteelt. Er werden olijven, kersen en ook zijderupsen geteeld. In die tijd werd het oude centrum herbouwd. Vanaf de 18e eeuw werd de oude stadsomwalling afgebroken.
In 1917 kwam er een luchtvaartschool in Istres die uitgroeide tot een luchtmachtbasis. Na de Tweede Wereldoorlog kwam er industrie in de gemeente. De stad zette in op toerisme en het oude centrum werd autovrij gemaakt.

## Geografie
De gemeente ligt tussen het Étang de Berre of het meer van Berre en de vlakte van de Crau. Naast het stadscentrum ligt ook een kleiner meer, het Étang de l'Olivier. Andere meren in de gemeente zijn Étang de Rassuen, Étang d'Entressen en Étang de Lavalduc.
De oppervlakte van Istres bedroeg op 1 januari 2022 113,73 vierkante kilometer; de bevolkingsdichtheid was toen 387,3 inwoners per km².
De onderstaande kaart toont de ligging van Istres met de belangrijkste infrastructuur en aangrenzende gemeenten.

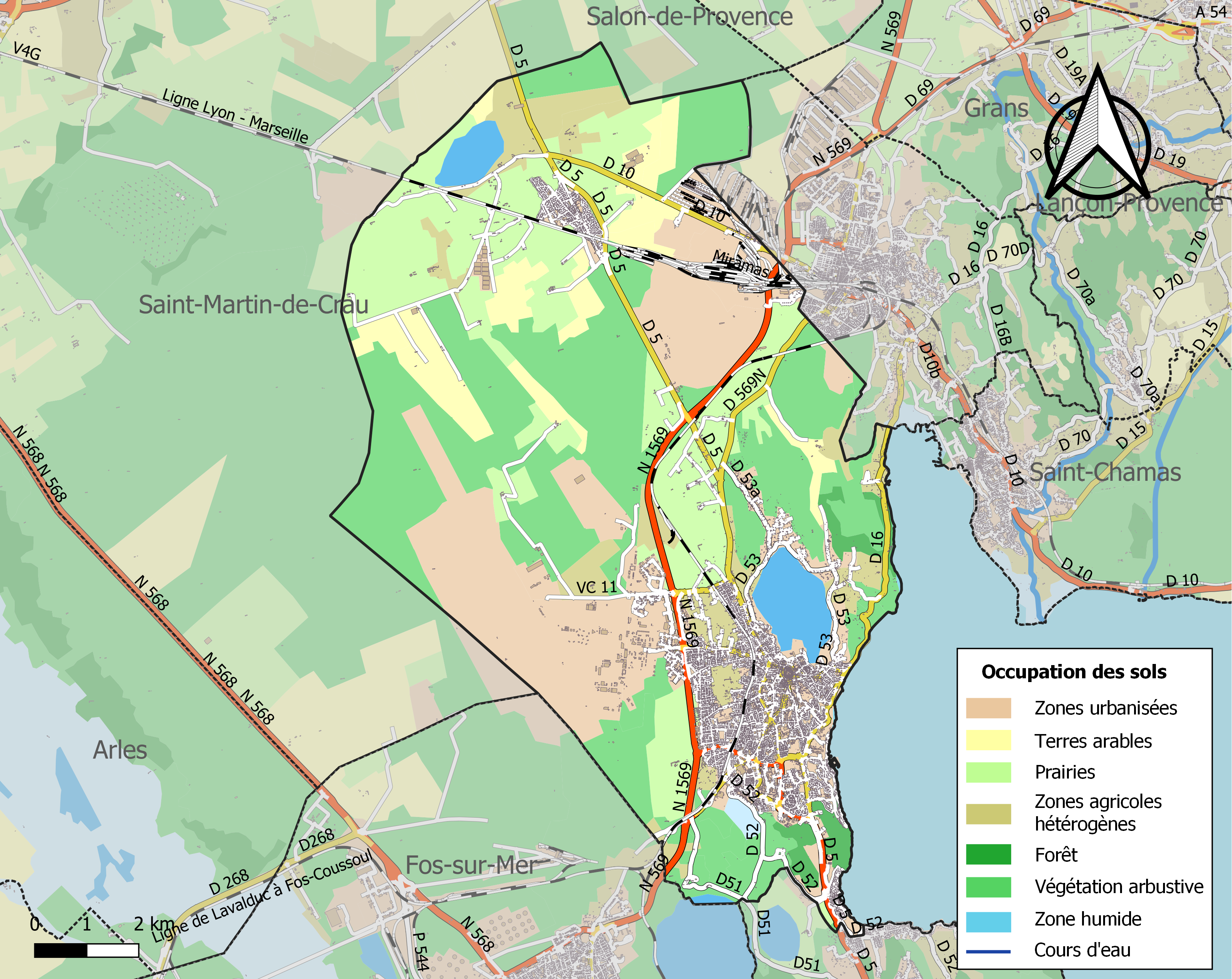

## Verkeer en vervoer
In de gemeente liggen de spoorwegstations Istres en Rassuen.

## Demografie
In 1765 telde de plaats 2157 inwoners. In 1901 waren dat er 3495.
Onderstaande figuur toont het verloop van het inwonertal (bron: INSEE-tellingen).
Vanwege een beveiligingsprobleem met de MediaWiki Graph-software is het momenteel niet mogelijk deze grafiek weer te geven. Zodra de software is bijgewerkt zal de grafiek vanzelf weer zichtbaar worden.